# Love Hotel

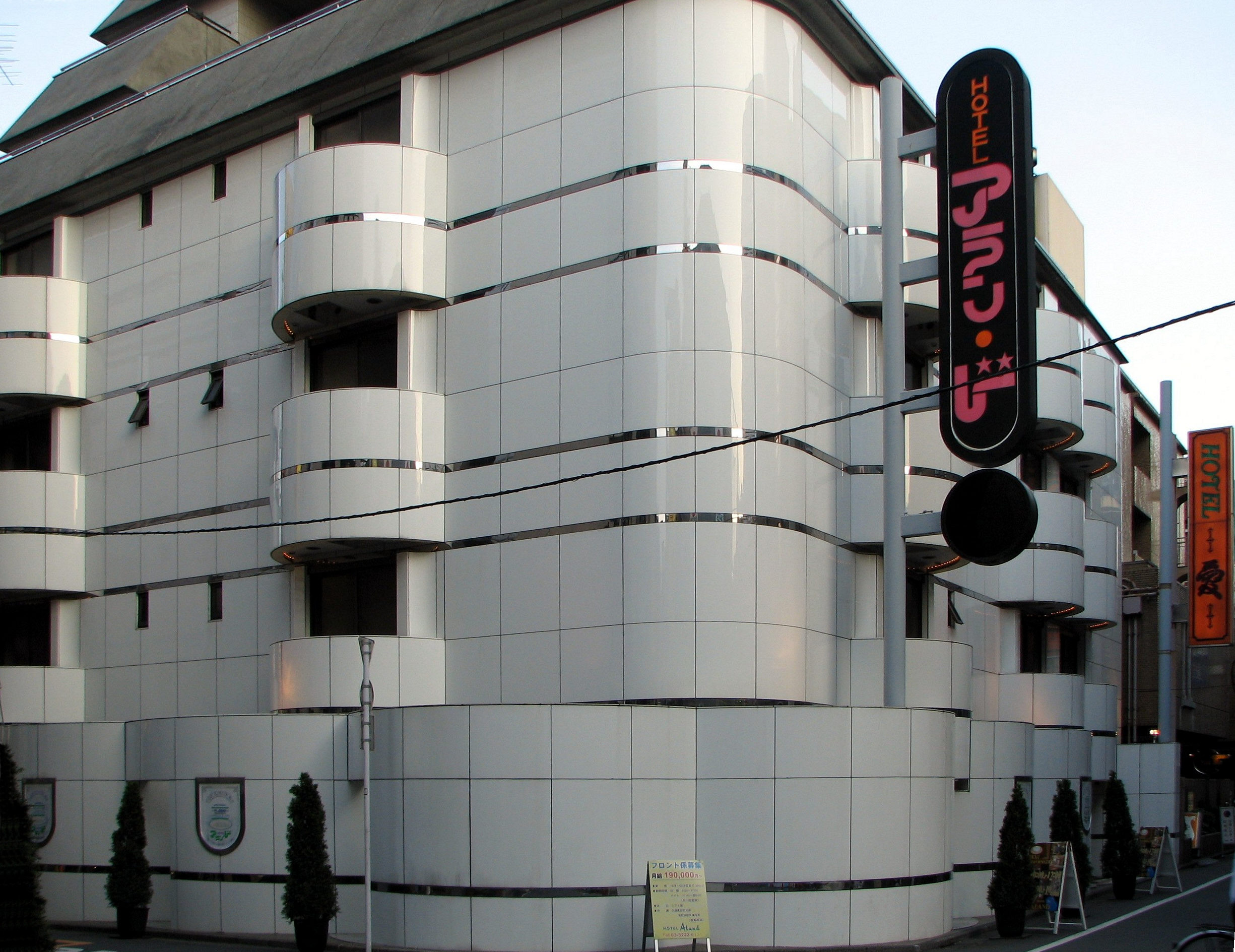
Love Hotel in Kabukicho, Tokio

Das Love Hotel (jap. ラブホテル, rabu hoteru, umgangssprachlich ラブホ rabuho) ist eine besondere Art des Stundenhotels in Japan und gleichzeitig ein wichtiges Element der modernen japanischen Alltagskultur.
Der Besuch eines solchen Etablissements gilt in Japan nicht unbedingt als anrüchig, auch wenn es von Prostituierten und für außereheliche Affären benutzt werden kann. Bei den meisten Kunden von Love Hotels handelt es sich jedoch um Schüler und Studenten, die bei ihren Eltern oder in Wohnheimen wohnen, sowie um verheiratete Paare, deren Räume zuhause zu hellhörig sind.
Auch wird das Love Hotel bevorzugt nach einem erfolgreichen Nampa (aggressives Flirten) oder Gōkon (Kuppeltreffen), für One-Night-Stands, Internetbekanntschaften etc. genutzt.

## Begriff
Love Hotel ist eine der vielen anglisierenden Wortneuschöpfungen der japanischen Sprache. Sowohl Japaner als auch Ausländer verstehen den Ausdruck. Auch bei den Namen von Love Hotels handelt es sich fast immer um nicht-japanische, also z. B. englische, französische oder spanische Ausdrücke (Beispiele aus dem Tokioter Stadtteil Shibuya: Casa di Due, Princess, Noel).

## Entwicklung
In Japan entwickelten sich während der Edo-Zeit Teeräume (出会茶屋 deai-chaya), in denen sich Prostituierte mit ihren Freiern trafen.
Nach dem Zweiten Weltkrieg begann die zunehmende Verbreitung von Love Hotels, als 1958 die Prostitution verboten wurde und Alternativen zu Bordellen gesucht wurden.
In den 1980er Jahren kam es durch die Einführung moderner Fashion Hotels (ファッションホテル fasshon hoteru, Einrichtung nach dem Geschmack junger Gäste) und Boutique-Hotels (ブティックホテル butikku hoteru, themenbezogen eingerichtete Gästezimmer) zu einer zunehmenden Nutzung auch durch die allgemeine Bevölkerung.

## Zimmer
Im Gegensatz zu normalen Hotels enthalten die Zimmer in Love Hotels ein großes Doppelbett. In der Regel ist am Bett ein eingebautes Regelungssystem für Licht (verschiedene Lichtszenarien, Dimmer), Radio und Fernsehen (immer mit Pornokanälen).
Dazu gibt es ein meist luxuriöses Bad, beispielsweise mit eingebautem Whirlpool. Während früher verspiegelte Decken oder Wände, Verkaufsautomaten für Pornobildchen und klobige, per Netzkabel und Münzautomat betriebene Vibratoren die Kunden unterhalten sollten, haben in modernen Love Hotels viele Zimmer zusätzlich Karaoke-Anlagen, Videospiele und große Minibars. Auch diverses Sexspielzeug und Pornofilme nach Wahl gehören oft zum kostenpflichtigen Zusatzangebot.
Häufig sind die Zimmer auch thematisch gestaltet (z. B. im Disney-Stil, als Grotte, Zug, Raumschiff oder mit SM-Werkzeugen). Der Gast kann in der Lobby die verfügbaren Zimmer auf beleuchteten Fototafeln betrachten und dann den gewünschten Raum auswählen.

## Bezahlung

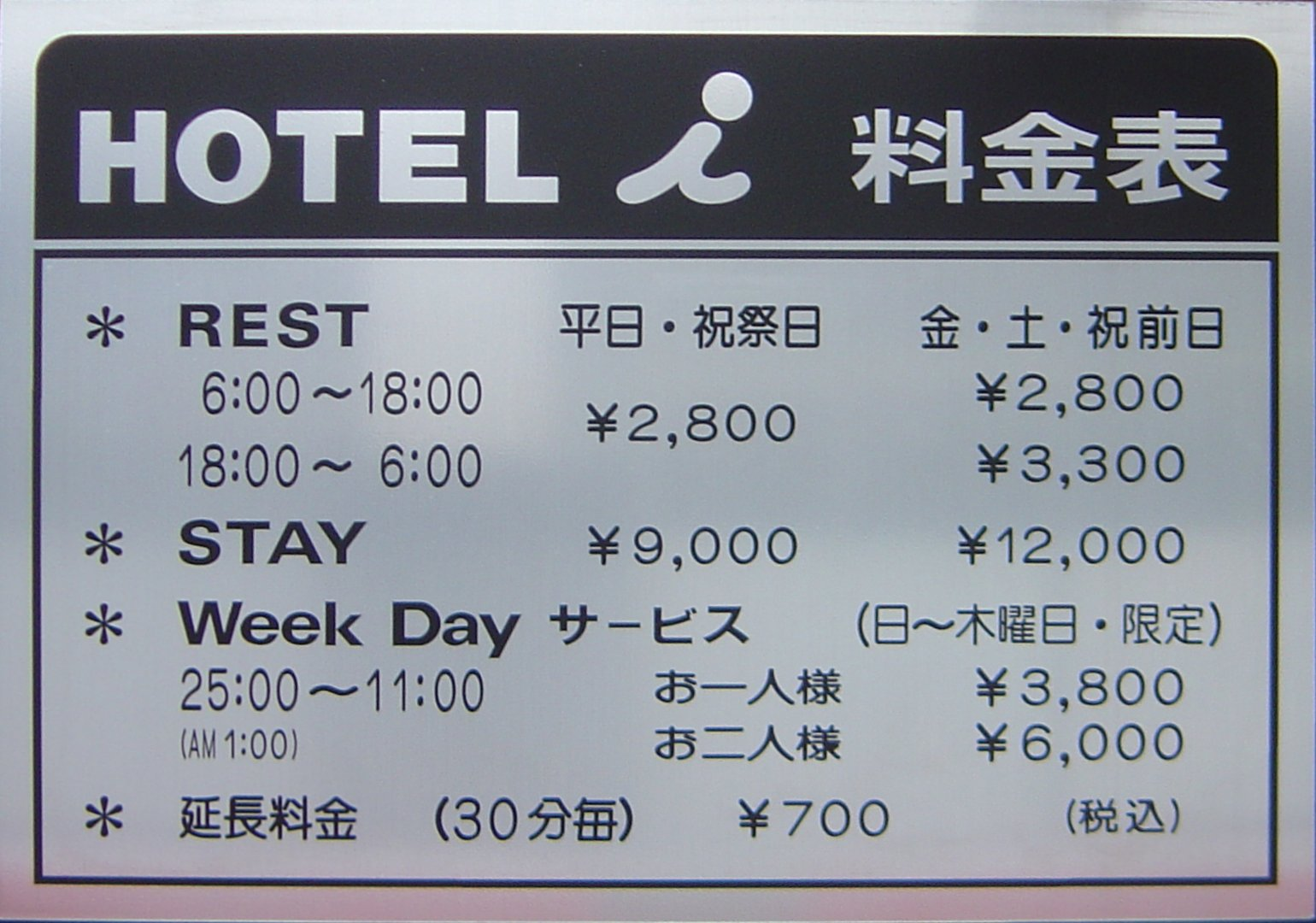
Preistafel eines Love Hotels in Shinjuku, Tokio

Standardmäßig wird ein dreistufiges Preissystem angeboten:
- „Rest“ (休憩 kyūkei): Für den normalen, kurzzeitigen Aufenthalt. Dabei mietet man in der Kansai-Region die Love-Hotel-Zimmer für eine oder anderthalb Stunden, während im übrigen Japan die Standardmietzeit zwei oder drei Stunden beträgt.
- „Stay“: Ab einer bestimmten Zeit am späten Abend (je nach Lage meist 23 oder 24 Uhr) sind die Zimmer meist nur noch pauschal für den Rest der Nacht erhältlich. Die Preise für eine Übernachtung liegen dabei über den „Rest“-Tarifen, jedoch meistens unter denen eines regulären Hotels.
- „Service time“ (サービスタイム sābisu taimu), auch „free time“ genannt: Viele Love Hotels bieten Sonderangebote zu den besucherschwachen Zeiten am Vor- und frühen Nachmittag, zu denen besonders günstige Zeit- oder Preispauschalen angeboten werden.

Die Preise variieren je nach Alter und Lage sehr stark zwischen verschiedenen Hotels.
Die Bezahlung erfolgt heute im ländlichen Raum meist vollautomatisch und ohne den als „peinlich“ erachteten Kontakt mit einem Hotelangestellten, um die Anonymität zu wahren. In Tokio sitzt die Person an der Kasse dagegen hinter einer Art Blende, so dass nur die Hände sichtbar sind, die das Geld entgegennehmen. Es gibt auch Love Hotels ganz ohne Kontakt zu Bediensteten. Dort wird die Zimmertür nach dem Buchen automatisch aufgeschlossen und nach dem Betreten automatisch verriegelt. Um den Raum zu verlassen, muss dann über ein Rohrpostsystem die Zimmermiete an die Rezeption geschickt werden, die das Schloss wieder freigibt.

## Kriminalität und Prostitution
Die Tatsache, dass beim Besuch von Love Hotels keine Identifizierung verlangt wird, erleichtert es Sexualstraftätern, einen Partner zu missbrauchen und unerkannt zu entkommen.
Oft preisen Callgirls im Umfeld von Love Hotels ihre Dienste auf kleinen Werbezetteln an.
Love Hotels wurden früher häufig für Enjokōsai (minderjährige Schülerinnen, die Gelegenheitsprostitution betreiben) genutzt. Eine breite öffentliche Diskussion dieses gesellschaftlichen Phänomens in den Medien hatte jedoch strengere Kontrollen zur Folge, auch wenn das Problem dadurch nicht völlig beseitigt werden konnte.
Durch die historische Verbindung mit Prostitution werden Love Hotels häufig mit organisierter Kriminalität in Verbindung gebracht. Seit dem Wirtschaftsboom in den 1980er Jahren beteiligen sich jedoch auch Finanzinvestoren und reguläre Übernachtungsunternehmen an diesem Markt.

## Standorte

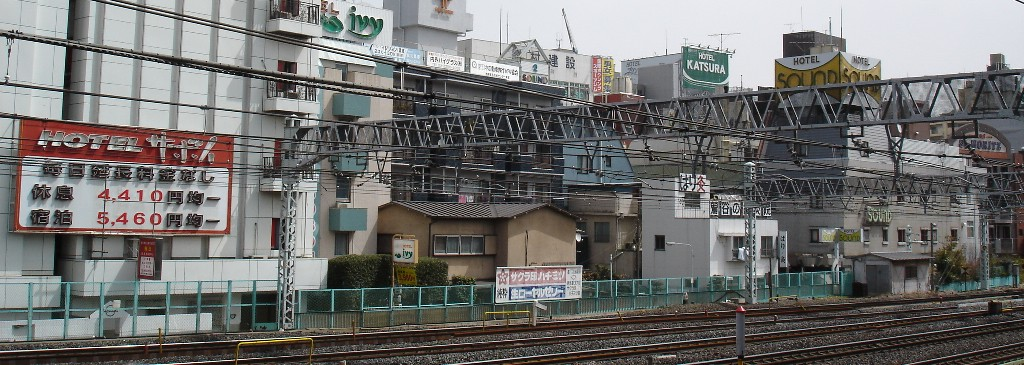
Love Hotels an der Tokioter Bahnhaltestelle Bahnhof Uguisudani

Love Hotels gibt es in Wohnvierteln eher einzeln verstreut, in der Nähe von wichtigen Bahnlinien und Autobahnkreuzen dagegen oft konzentriert.
Die wahrscheinlich größte Ansammlung in Japan findet man im Nordosten Tokios an der Yamanote-Bahnlinie zwischen den Haltestellen Uguisudani und Nishi-Nippori. Dort steht entlang der Bahnlinie ein Love Hotel neben dem anderen, die Preise werden den Fahrgästen teilweise in meterhohen Lettern angezeigt.

## International
Ähnliche Konzepte wie bei japanischen Love Hotels finden sich in Motels in Lateinamerika.
Auf den überwiegend römisch-katholischen Philippinen führten Kampagnen von religiösen Konservativen dazu, dass Werbung für Kurzaufenthalte in Hotels verboten wurde. Trotzdem finden sich dort auf Hotel-Preistafeln hin und wieder auch Angebote für eine nur stundenweise Nutzung.
Im Mai 2011 hat das erste Love Hotel Neuseelands eröffnet.

## In den Medien
Love Hotels sind ein häufiger Schauplatz in der japanischen Literatur und in Filmen. Der japanische Politiker und Schriftsteller Yasuo Tanaka hat in seinem Buch Kristall-Kids aus dem Jahr 1979 mit einer 60 Seiten langen Beschreibung einer Sexszene in einem Love Hotel diesen Etablissements ein literarisches Denkmal gesetzt. Auch in Werken aus anderen Ländern, wie Lost Girls and Love Hotels von  Catherine Hanrahan (Roman, 2008) und William Olsson (Verfilmung, 2020), wird dieses Phänomen eindrucksvoll thematisiert.
In manchen Mangas und Animes sind Love Hotels teilweise ein Handlungsort, beispielsweise in der Comedy-Serie B-gata H-kei, in der zwei Schüler ein solches Etablissement nutzen.